# Apocellus brevipennis
Apocellus brevipennis är en skalbaggsart som beskrevs av Thomas Casey 1885. Apocellus brevipennis ingår i släktet Apocellus och familjen kortvingar. Inga underarter finns listade i Catalogue of Life.